# Prymorske (Bilhorod-Dnistrowskyj, Lyman)
Prymorske (ukrainisch Приморське; russisch Приморское Primorskoje, rumänisch Sagani) ist ein Dorf im Budschak in der ukrainischen Oblast Odessa mit etwa 1800 Einwohnern (2001).
Das 1815 gegründete Dorf liegt auf einer Höhe von 6 m am Ufer des Schahany-Limans (Шагани), 31 km südöstlich vom ehemaligen Rajonzentrum Tatarbunary und etwa 165 km südwestlich vom Oblastzentrum Odessa. Das Nachbardorf Lyman liegt 5 km westlich vom Ort.
Am 12. Juni 2020 wurde das Dorf ein Teil der Landgemeinde Lyman; bis dahin bildete es zusammen mit dem Dorf Trychatky (Трихатки) die Landratsgemeinde Prymorske (Приморська сільська рада/Prymorska silska rada) im Süden des Rajons Tatarbunary.
Auf dem Gemeindegebiet lag ebenfalls auch die Feriensiedlung Rossjejka (Росєйка).
Seit dem 17. Juli 2020 ist sie ein Teil des Rajons Bilhorod-Dnistrowskyj.